# Вільям Беррі
 Вільям Беррі  (англ. William Berry; 1639 р., — 1718 р., ) — англійський картограф, гравер та географ.

## Життєпис
Найактивніший період наукової діяльності – приблизно з 1670 р. по 1703 р. Він виправив та вніс зміни до набору карт Ніколя Сансона, який часто називався "Англійською колекцією Сансона". Вони були дуже рідкісні й дуже популярні. Через сильну голландську школу картографії у XVI-XVII ст. мало хто з англомовних картографів досяг високого рівня майстерності. В. Беррі був винятком, складаючи карти, які конкурували б з точністю та красою з великими голландськими картографами..

## Карти України
1683 р. Карта - “Poland Subdivided according to the Extent of its severall Palatinates... Dedicated To the most serene and most sacred majesty of Charles II...”. Наддніпрянщина (Правобережна та Лівобережна) показана як VKRAINE or the Counry of the COSAQUES (Україна Земля (Країна) Козаків). Написи VKRAINE та Volhynie на карті розміщені паралельно і займають одну територію. Західна Україна – Чорна Русь (Black Russia). Південна Україна позначена як Дике поле (Dzike Polie). На карті показано Чорний шлях (Czarny slack)..